# Emarginula punctulum
Emarginula punctulum is een slakkensoort uit de familie van de Fissurellidae. De wetenschappelijke naam van de soort is voor het eerst geldig gepubliceerd in 1980 door Piani.